# Eurithia indica
Eurithia indica là một loài ruồi trong họ Tachinidae.